# Török István (orvos)
Török István (Kisvárda/Budapest, 1929. augusztus 9. – Budapest/Adria, 1981. augusztus 13.) magyar orvos, radiológus, egyetemi tanár, az orvostudományok kandidátusa (1973).

## Életpályája
Édesapja gimnáziumi tanár volt a debreceni Kossuth Gimnáziumban. Középiskoláit Kisvárdán, Nagyváradon és Debrecenben végezte el; a Debreceni Gyakorló Gimnáziumban érettségizett 1948-ban. 1947-ben egy évig műszerésztanuló volt. 1948-ban a Kossuth Kollégium tagja volt. 1948–1954 között MEFESZ, illetve DISZ-tag volt. 1949–1954 között a budapesti Honvéd Kollégium tagjaként a budapesti orvoskaron folytatta tanulmányait.
1954-ben a Budapesti Orvostudományi Egyetemen szerzett orvosdoktori diplomát. 1954-ben honvédorvos főhadnaggyá avatták. Ezután a légierőnél kapott beosztást. A repülőorvosi tanfolyam elvégzése után 1954–1955 között Székesfehérváron a Ph 4252 alakulatnál szolgált rendelésvezető orvosként, majd 1955–1956 között a Ph 4727/4707 csatarepülő hadosztálynál ezredvezető orvosként dolgozott. 1956 őszén az alakulatot felszámolták, így a Gyáli úti katonai repülő-kórház belgyógyászati osztályára került. 1956. december 1-től a Budapesti Orvostudományi Egyetem I. sz. Sebészeti Klinikájának Röntgen Osztályán lett klinikai tanársegéd. 1958-ban az Orvos-Egészségügyi Dolgozók Szakszervezetének tagja lett. 1959. június 9-én röntgen szakorvosi vizsgát tett.
1962-től a Magyar Tudományos Akadémia Orvosi Radiológiai Kutatócsoport tudományos munkatársaként dolgozott. 1963–1964 között a Magyar Tudományos Akadémia kiküldetésben 13 hónapot töltött az NSZK-beli Erlangeni Egyetemen Wachsmann professzor intézetében, ahol korszerű sugárfizikai és dozimetriai vizsgálóeljárásokat, valamint terápiás ismereteket tanult. 1967. november 1-jén a Budapesti Orvostudományi Egyetem Radiológiai Klinikájának egyetemi adjunktusa lett. 1968-ban belépett az MSZMP-be. 1968-tól a Magyar Radiológus Társaság választmányának tagja volt.
1973. május 22-én az orvostudományok kandidátusa lett. 1973-ban megválasztották az egyetem Tudományos Bizottsága és a Belgyógyász Kollégium tagjává. 1974. július 1-jén egyetemi docenssé nevezték ki. 1976-ban a klinika pártbizalmijaként, ideológiai oktatási felelőseként dolgozott. 1977. július 1-jén egyetemi tanár lett. 1978-tól tanszékvezető volt. 1979-től a Radiológiai Klinika igazgatója volt.
Sírja a Farkasréti temetőben található (30/1-1-21).

## Művei
- Szilárdtest dózismérők klinikai és kísérletes alkalmazása (Kandidátusi értekezés, MTA TMB, Budapest, 1972)
- A radiológia alapkérdései (szerkesztő)
- Medikus jegyzet (Budapest, 1978)
- 2. Magyar Orvostudományi Nukleáris Kongresszus, Budapest, 1978. márc. 16-17. (felelős kiadó; Budapest, 1978)
- Echografia (Harkányi Zoltánnal; Medicina, Budapest, 1983)

## Díjai
- az Oktatásügy Kiváló Dolgozója (1973)
- az Egyetem Kiváló Dolgozója (1981)